# Raión de Ojtirka
Raión de Ojtyrka (en ucraniano: Охтирський район) es un raión o distrito de Ucrania en el óblast de Sumy. La capital es la ciudad de Ojtirka.
Comprende una superficie de 3196,6 km².

## Demografía
Según estimación de 2010, contaba con una población total de 27 926 habitantes.

## Otros datos
El código KOATUU fue 5920300000. El código postal 42700 y el prefijo telefónico +380 5446.